# Guysborough County
Guysborough County är ett county i Kanada.   Det ligger i provinsen Nova Scotia, i den östra delen av landet, 1 100 km öster om huvudstaden Ottawa. Guysborough County gränsar till Antigonish County.